# 옥구군 (1948년 선거구)
옥구군은 대한민국의 옛 국회의원 선거구이다. 당시 전라북도 옥구군 지역을 관할했다.

## 역사
제헌 국회의원 선거를 앞두고 옥구군 전 지역을 관할하는 선거구로 신설되었다.
제6대 국회의원 선거를 앞두고 군산시 선거구와 통합되면서 군산시·옥구군 선거구를 이루게 됨에 따라 폐지되었다.

## 역대 국회의원
| 선거   | 정당 | 정당               | 의원   |
| ------ | ---- | ------------------ | ------ |
| 1948년 |      | 대한독립촉성국민회 | 이요한 |
| 1950년 |      | 무소속             | 지연해 |
| 1954년 |      | 무소속             | 양일동 |
| 1958년 |      | 무소속             | 양일동 |
| 1960년 |      | 민주당             | 양일동 |

## 역대 선거 결과

### 대한민국 제헌 국회의원 선거
|  | 48.57% |

|  | 23.27% |

|  | 16.96% |

|  | 11.17% |

|  | 0% |

|  | 0% |

### 대한민국 제2대 국회의원 선거
|  | 16.00% |

|  | 11.74% |

|  | 11.24% |

|  | 10.18% |

|  | 8.17% |

|  | 6.89% |

|  | 6.34% |

|  | 6.02% |

|  | 5.47% |

|  | 4.30% |

|  | 3.83% |

|  | 3.69% |

|  | 2.79% |

|  | 1.59% |

|  | 1.18% |

|  | 0.48% |

### 대한민국 제3대 국회의원 선거
|  | 30.37% |

|  | 27.48% |

|  | 18.89% |

|  | 13.71% |

|  | 9.53% |

### 대한민국 제4대 국회의원 선거
|  | 52.41% |

|  | 35.56% |

|  | 12.02% |

### 대한민국 제5대 국회의원 선거
|  | 61.63% |

|  | 21.87% |

|  | 11.79% |

|  | 4.68% |